# Imboden
Imboden es un pueblo ubicado en el condado de Lawrence en el estado estadounidense de Arkansas. En el Censo de 2010 tenía una población de 677 habitantes y una densidad poblacional de 113,65 personas por km².

## Geografía
Imboden se encuentra ubicado en las coordenadas 36°12′6″N 91°10′48″O / 36.20167, -91.18000. Según la Oficina del Censo de los Estados Unidos, Imboden tiene una superficie total de 5.96 km², de la cual 5.96 km² corresponden a tierra firme y (0%) 0 km² es agua.

## Demografía
Según el censo de 2010, había 677 personas residiendo en Imboden. La densidad de población era de 113,65 hab./km². De los 677 habitantes, Imboden estaba compuesto por el 97.34% blancos, el 0.74% eran afroamericanos, el 0.59% eran de otras razas y el 1.33% pertenecían a dos o más razas.